# Loess

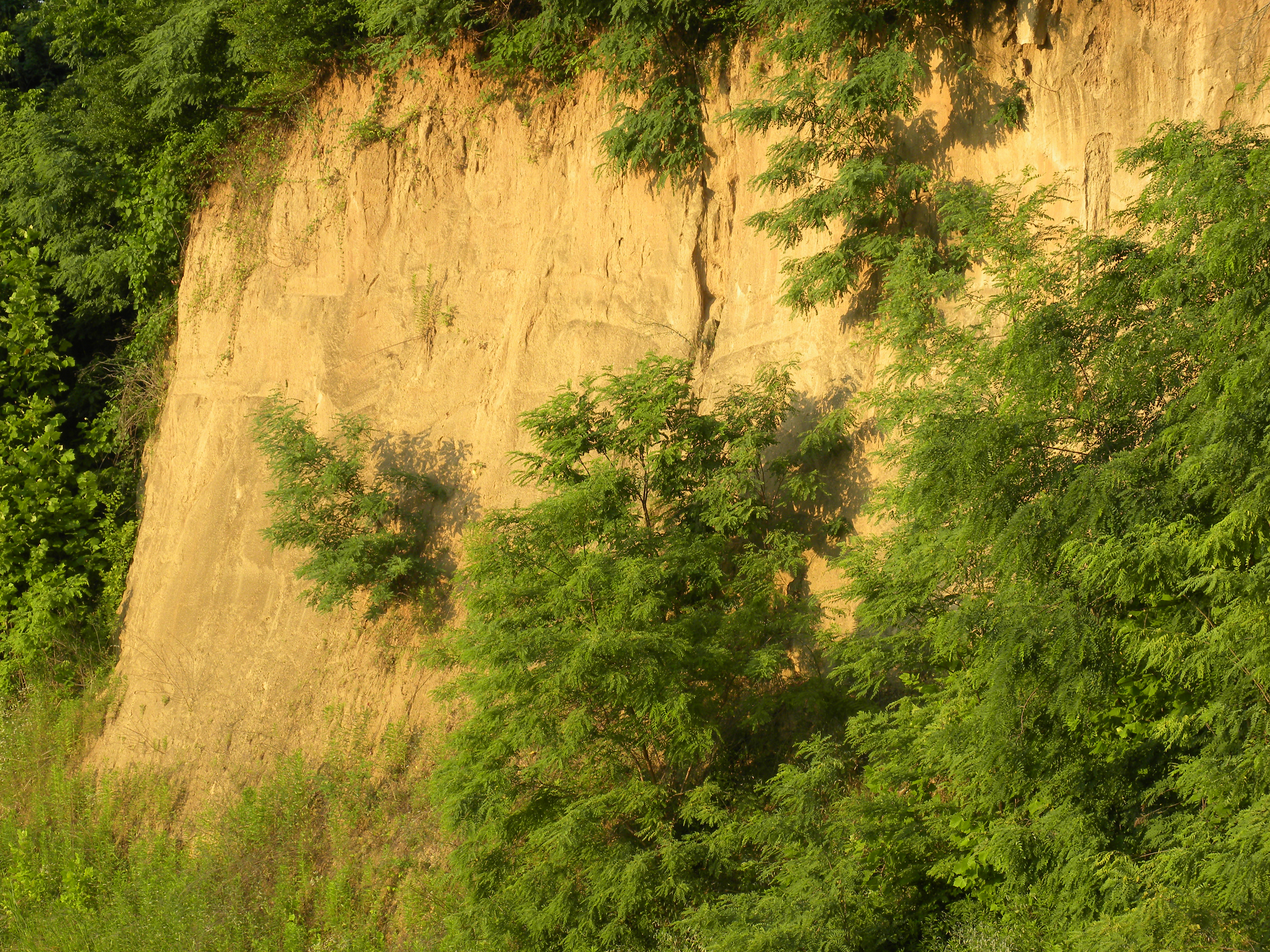
Depósito de loess.

El loess (del alemán de Suiza lösch, en alemán común: Löss) son depósitos sedimentarios limosos de origen eólico.

## Etimología
El término original alemán Löss o Löß, fue introducido en geología en 1821 por el geólogo K.C. von Leonhard para describir esta litología en el valle del Rin, a partir de la modificación de la palabra Lösch «frangible, ligero, poco compacto», procedente de los dialectos alemanes típicos del Mittelland (noroeste de Suiza).

## Características geológicas
Lo forman depósitos de limo originados por la deposición de partículas con tamaños que van desde los 10 a los 50 micrómetros y que son transportados por las tormentas de polvo a lo largo de miles de kilómetros . Es de color amarillento y carece de estratificación. Está formado principalmente por silicatos (cuarzo, feldespato, etc.), carbonato de calcio  (procedente de roca caliza, dolomía, etc.), finísimos detritos orgánicos y minerales del grupo de las arcillas. Constituye un suelo de labor muy fértil y profundo.
En regiones de clima árido sus depósitos se forman donde la vegetación es abundante y facilita su fijación. En las regiones de clima frío el polvo ha sido arrancado de los bancos de limo fluvioglaciares y luego depositado sobre el manto de nieve de las regiones periglaciares. Este fenómeno, al proseguirse durante los períodos glaciares del cuaternario, ha dado lugar a la formación de grandes depósitos de hasta 300 m de espesor en la gran llanura europea, cuya zona más fértil lo es precisamente por estar formada por loess.
Otras llanuras donde es típico el loess son las del norte de China, por ejemplo en la "meseta de loess"  del Hunyuan en la provincia de  Shanxi (donde el loess suele tener el color amarillo que da al río Amarillo) y en la Pampa húmeda de Argentina; en tales regiones tal fértil substrato suele ser acompañado por un cultivo tipo dry farming para obtener óptimas cosechas de cereales.
En ciertas partes de estas regiones el agua ha disuelto y arrastrado a lo largo del tiempo la materia calcárea de la capa superior de estos depósitos, descarbonatándolos y convirtiéndolos en lehm.
Las partículas más gruesas son las arenas que forman arenales.